# نبيل الزهر
نبيل الزهر (من مواليد 27 أغسطس 1986 في أليس في فرنسا)، لاعب كرة قدم مغربي.
بدأ مسيرته الكروية مع نادي سانت إتيان الفرنسي قبل أن ينضم لنادي ليفربول الإنجليزي في عام 2006 وظل فيه مع الفريق الرديف حتى موسم 2008/2009 حيث صعد للفريق الأول وحصل على الجنسية الفرنسية.

## روابط خارجية
- نبيل الزهر على موقع الاتحاد الدولي (مؤرشف)  (الإنجليزية)
- نبيل الزهر على موقع الاتحاد الأوربي (الإنجليزية)
- نبيل الزهر على موقع إي إس بي إن إف سي (الإنجليزية)
- نبيل الزهر على موقع قاعدة بيانات كرة القدم.إي يو (الإنجليزية)
- نبيل الزهر على موقع ناشيونال فوتبول تيمز (الإنجليزية)
- نبيل الزهر على موقع Soccerbase.com (لاعب) (الإنجليزية)
- نبيل الزهر على موقع Soccerway.com (الإنجليزية)
- نبيل الزهر على موقع عالم كرة القدم.نت (الإنجليزية)
- نبيل الزهر على موقع كووورة
- نبيل الزهر على موقع AS.com (الإسبانية)